# جون ويزلي إدواردز
جون ويزلي إدواردز هو سياسي كندي، ولد في 25 مايو 1865، وتوفي في 18 أبريل 1929. حزبياً، نشط في حزب كندا المحافظ. وقد انتخب عضو مجلس العموم الكندي.